# Rosa Allegue
Rosa Allegue Murcia (Madrid, 1970) es una directiva española, directora financiera de Skechers USA Iberia, la filial española de Skechers, y escritora. Está entre las Top 100 mujeres líderes de España. Es considerada una de las responsables de finanzas más prestigiadas y laureadas de España, contando con diversos galardones como Mejor Directiva de RRHH que otorga Womenalia, el Premio Nacional Alares a la Conciliación de la Vida Laboral, Familiar y Personal en la categoría de Directivos de Fundación Alares o el Galardón a “Uno de los 100 mejores financieros” de revista Actualidad Económica. Firme comprometida con la diversidad de género, es socia fundadora de la Asociación Española de Ejecutivas y Consejeras EJE&CON desde su creación en 2015. Es tertuliana, speaker sobre el liderazgo y el talento, mentora de cargos directivos y emprendedores, y ponente en foros nacionales e internacionales, en universidades españolas y americanas.

## Formación
Rosa Allegue empezó en la gimnasia rítmica con 6 años y en el ballet con 9 años, como actividades extraescolares. Tuvo como referencia inicial vital a su madre, que trabajaba fuera de casa.
Cuando contaba once años y llevaba dos como bailarina en el estudio de ballet del paseo de la Virgen del Puerto de Madrid, vivió personalmente los comienzos de la compañía Ballet Clásico de Madrid gracias a la implicación del director del estudio. Fue su primera experiencia emprendedora y una vivencia positiva, dado que la compañía se mantuvo durante más de dos décadas sin subvenciones, sólo gracias a la taquilla y al esfuerzo del alumnado y sus progenitores. Allegue vivió esos años con mucha intensidad, estudiando, actuando los fines de semana y viajando de turné. Fue profesional de la danza hasta los 17 y siguió con las clases hasta los 19 años. Era igualmente aficionada al baloncesto, al que quería dedicarse e incluso pensó dejar la danza porque tanto los campeonatos como las actuaciones coincidían en fin de semana.
Estudió Ciencias Empresariales. Fue una de las 12 personas elegidas para el programa de formación de Siemens en 1989 y en 1990 una de las dos que fueron seleccionadas para continuar en Alemania dentro de la formación de nuevos líderes, donde pasó dos años de formación dual, especializándose en finanzas. Fue número 1 de su promoción en la Licenciatura en Empresariales. Al terminar la carrera, Siemens le ofreció realizar el MBA y Máster en Dirección de RRHH y un AMP, ambos en ESADE.
En su formación personal y profesional incluye haber sufrido acoso laboral (mobbing) y haber sido tildada de bossy, como elementos que una vez superados con apoyo de la familia y las amistades forja el carácter y enfoca los objetivos a lograr.
En 2013 entró en la primera promoción del proyecto Promociona, un programa formativo liderado por la CEOE con la colaboración del Instituto de la Mujer y ESADE creado para fomentar la presencia de mujeres en la alta dirección, que realizaron 40 mujeres seleccionadas de 300 candidatas.
Está certificada en Buen Gobierno por el Instituto de Consejeros y Administradores (IC-A). 

## Trayectoria
Allegue es una emprendedora de vocación. Ya en su adolescencia fue socia fundadora de la compañía Ballet Clásico de Madrid, donde aprendió a trabajar en equipo y en entornos competitivos.
Inició su trayectoria profesional trabajando para Siemens mientras estudiaba la carrera, primero en Alemania de 1989 a 1991 y posteriormente, ya de vuelta en España, asumió responsabilidades desde muy pronto dirigiendo equipos de personas 20 años mayores que ella.
En su carrera profesional en Siemens, en la que destaca su puesto como controller financiero en Siemens España, las mujeres han estado en minoría y en el escalafón inferior de categorías profesionales. Eran cinco mujeres de 200 personas cuando ella entró en la empresa en Alemania, y, de estas cinco, dos eran secretarias. Algunos hombres presuponían que ella lo era y Allegue relata anécdotas con las que quiere hacer visible los roles de género, como que sus subalternos hombres le pedían café antes de saber que ella sería su jefa.
Tras 10 años en Siemens decidió dar un cambio y dejó la empresa para emprender el proyecto startup Netjuice como directora de administración y finanzas de Sportarea.com y Baquia.com. La burbuja de internet entre 2000 y 2002 provocó que el negocio no sobreviviera aun manteniendo un alto índice de ventas. Supuso una experiencia laboral muy enriquecedora para ella por la implicación, el aprendizaje y por la diversidad de tareas desempeñadas. Toma conciencia de su interés por ser directora de recursos humanos y de finanzas sin tener que elegir entre una de las dos áreas.
En 2002 se embarca en un nuevo proyecto: montar la filial de Skechers en España. Con un equipo de cuatro personas, lanzó Skechers USA Iberia, compañía que considera un proyecto muy personal. Decidió encargarse desde entonces de las dos funciones con las que más identificada se ha sentido en su desempeño laboral: directora financiera y durante un período también directora de recursos humanos (CFO).
Se casó y ha tenido dos hijas, la primera en 2002 y la segunda en 2004, compatibilizando su proyecto personal con el profesional.
Es profesora e investigadora en la Universidad Autónoma de Madrid, profesora adjunta en IE University y profesora asociada de la Universidad Complutense de Madrid y de la Geneva Business School y su objetivo formativo se centra en acercar la visión empresarial al mundo académico. Es miembro de la Red de Mentores de Madrid, dentro de la Red de Mentores de España, ayudando a emprendedores tecnológicos.

## Compromiso
La inquietud vital de Allegue va más allá de los éxitos profesionales y de la vida familiar. Colabora con distintas oenegés y es Consultora Solidaria en ESADE. Es mentora de cargos directivos y emprendedores y aboga por el liderazgo colaborativo. Es una defensora activa por acceso de las mujeres a altos cargos de dirección y representación en las empresas para alcanzar la paridad, aprovechando así todo el talento disponible y la diversidad como elementos generadores del aumento de la productividad y el PIB.
Estuvo en el germen de la creación en 2015 de EJE&CON Asociación de Ejecutivas y Consejeras, que englobaba a las 110 participantes de la primera y segunda edición de Proyecto Promociona para continuar transmitiendo el espíritu de esta experiencia formativa. En la asociación, que preside Nerea Torres, fue tesorera dentro de su convicción de que “las mujeres tenemos la obligación moral de ser visibles”, hasta 2021. En EJE&CON desarrolla un intenso trabajo para cambiar la percepción sobre el papel social de las mujeres y “eliminar la principal barrera a la que se enfrentan las mujeres que es la falta de referentes, y no porque no existan, sino porque ha sido silenciados, ocultados o ignorados durante siglos. Eso convierte a cualquier mujer que se haya salido del camino trazado en una pionera”.
Como directiva de EJECON se esfuerza en mantener el networking creado en Promociona, la red de sinergias entre mujeres en puestos de dirección, en finanzas, en ingeniería, en STEAM/CTIM, etc. para aligerar la sensación de soledad y fortalecer el sentido de pertenencia a través de vínculos entre iguales, para apoyar el aumento de directivas (son sólo el 15%-20% de los puestos directivos de contabilidad y menos si se observa más arriba en el escalafón profesional) y para hacer visibles mujeres modelo para que las menores y adolescentes deseen emprender sus carreras profesionales superando los estereotipos y los roles de género.

También dentro de su compromiso personal está aceptar premios porque comprendió que le permitían alcanzar visibilidad: 
“Los premios me han hecho tomar conciencia de que las mujeres tenemos que ser más visibles, y he decidido hacerlo. Solemos tener tendencia a no mostrarnos tanto como los hombres, somos perfeccionistas trabajando, pero no pensamos en trabajar la visibilidad ni el que nos conozcan. Es un esfuerzo que he decidido asumir, para que las mujeres tengan conciencia de que hace falta que sean visibles y que quieran serlo. Tenemos la obligación moral de ser visibles, porque no puede ser que la historia la escriban los hombres“.
Además es mentora de universitarias en sus últimos años formativos e iniciales de carrera profesional con el objetivo de ponerlas en contacto con otras emprendedoras y de transmitirles su experiencia, sobre todo práctica.
Forma parte de la Red de Mentores de Madrid y de la Plataforma de Expertas. Es speaker en foros nacionales e internacionales. Apasionada por la transformación digital y la riqueza de la diversidad como motor de innovación y cambio. Comprometida con la inclusión laboral de los jóvenes y firme convencida de la necesidad de acercamiento empresa-universidad, es ponente habitual en universidades españolas y americanas. Y es tertuliana en medios de comunicación como Onda Inversión.
Ha sido ponente en el I Congreso Mentes Femeninas en 2015 y en TEDx Talks, concretamente en TEDxAvilesWomen con la charla “La teoría de la hecatombe mundial. Tú puedes salvar el mundo”
Está involucrada en la incorporación a las empresas de mujeres procedentes de carreras  CTIM y en el aumento de sus directivas, para aportar talento a estos ámbitos masculinizados.
En 2022 participó en La Ser en el homenaje a mujeres con oficios olvidados que ha recogido la periodista Victoria Gallardo Romera en su libro Fuimos indómitas, recuperando el papel relevante de las telefonistas que trabajaron durante décadas para Telefónica de España como su madre, Antonia Murcia Montero.
Allegue es Presidenta del Parlamento de Recursos Humanos, iniciativa ideada por EscRHitores, grupo del que forma parte, en 2018. También es integrante de la comunidad Protagonistas, "un proyecto de colaboración intelectual y profesional de diversos expertos  que trabajan para trasformar su entorno y contribuir a hacer juntos un mundo mejor, más ético, sensato y  formado".

## Obra
Es coautora del libro Relatos Humanos (LID Editorial, 2016, ISBN 9788416624973) junto a Manuel Pozo, Carlos Cid, Luis Expósito Rodríguez, Ana López Seisdedos, Tómas Otero Pino, Lorenzo Rivarés Sánchez, Enrique Mª Rodríguez Balsa, Julio Rodríguez Díaz, Juanjo Valle-Inclán y Juan Antonio Esteban. El prólogo es de Paolo Vasile, consejero delegado de Mediaset España.
El libro recoge diez relatos, que funcionan a la vez como un todo y de forma independiente, sobre cómo viven y perciben las personas empleadas y los cargos directivos las situaciones que suceden dentro de una empresa. Todos están escritos por directores y directoras de recursos humanos.
En 2019, continuación del libro anterior, se presentó RRetratos HHumanos (Editorial Kolima, 2019, ISBN 9788417566296), en el que el mismo grupo de autoras y autores ofrece una visión diferente sobre la gestión de personal. Los diez directores de recursos humanos de importantes compañías narran las vicisitudes de Irene Díez de Otazu, directora de Recursos Humanos de Green Technology. La idea transversal a toda la obra es que “lo humano está por encima del recurso”.  Está prologado por Carme Chaparro y contó en el acto de presentación con Juan Pedro Valentín, periodista y director de la Sección de Informativos de Mediaset España.
En RRetos HHumanos. Tiempos de pandemia, publicado por Editorial Kolima en 2021 (ISBN 978-84-18811-24-1) y con prólogo de Antonio Garrigues Walker, realiza una reflexión íntima dentro de esta obra coral que comparte con Beatriz Soriano Muñío, Juan Antonio Esteban Bernardo, Luis Expósito Rodríguez, Tomás Otero Pino, Astrid Nilsen de la Cuesta, Julio Rodríguez Díaz, Lorenzo Rivarés Sánchez, Enrique Rodríguez Balsa, Manuel Pozo Gómez, Juanjo Valle-Inclán Bustamante y Aurora Herráiz Águila.
En 2022 presentó La evaluación del desempeño a examen. Tendencias actuales, publicado por Editorial Kolima (ISBN: 978-84-18811-94-4). En esta ocasión pasa de la ficción a un libro técnico coordinado por Carlos Cid Babarro  y Teresa Cervera, ambos doctores en Derecho, y con prólogo de Jesús Echevarría, Presidente de RANDSTAD España y LATAM. Es coautora junto a un grupo de profesionales con experiencia en la gestión de personas, abordando desde una visión integral los Sistemas de Evaluación del Desempeño (SED) en las empresas: Lorenzo Rivarés , Begoña Díaz-Varela, Luis Expósito Rodríguez, Luisa Izquierdo Pérez, Vanessa Izquierdo , Begoña Landazuri y José Luis Risco Rojas.
Su nuevo proyecto vio la luz en 2025. Crisis. Transformación. Evolución es un libro escrito por la comunidad "Protagonistas", un proyecto liderado por la editora Marta Prieto Asirón de Editorial Kolima y centrado en un liderazgo humanista que une al grupo de integrantes. En la comunidad participan 28 autores, todos con experiencia en liderazgo y procesos de transformación, empresariales y personales, y tiene previsto seguir publicando libros. Allegue aporta el capítulo titulado "El ave fénix del Retail", que narra una historia verídica de un proyecto fallido que facilitó el aprendizaje para lograr un posterior éxito empresarial.
Además, ha publicado:
- MURCIA, Rosa Allegue, et al. Certificaciones profesionales en recursos humanos: estudio comparativo y propuesta para España. Estudios financieros. Revista de trabajo y seguridad social: Comentarios, casos prácticos: recursos humanos, 2019, no 433, p. 231-261
- Allegue Murcia, Rosa: Business Mentor Guide (Fundación madri+d, 2018). ISBN: 978-84-451-3724-6P

## Premios
Allegue ha sido reconocida y galardonada con diferentes premios:
- Premio IE University a la Excelencia Docente en el curso académico 2023-2024 (IE Universidad, 2024)
- Premio Nacional Alares a la Conciliación de la Vida Laboral, Familiar y Personal en la categoría de Directivos (Fundación Alares)
- Mejor directiva de Recursos Humanos (Womenalia)
- Top 100 de los mejores financieros de España (Actualidad Económica, en 2015 y 2016)
- Top 100 de las mujeres líderes en España (Mujeres & Cía, en 2015)
- Número 1 de su promoción: Reconocimiento de la Cámara de Comercio de Núremberg  (Alemania, 1990)
- Mejor Directiva de Recursos Humanos 1ª Edición, en la categoría Pequeña Empresa - Premios Iniciativas y Talento Women at RRHH by Adecco & DKV